# Belle (scacchi)
Belle era un computer scacchistico con relativo software, sviluppato da Joe Condon e Ken Thompson presso i Bell Labs negli anni Settanta e Ottanta del Novecento. Belle è stato il primo computer il cui hardware era progettato espressamente per il gioco degli scacchi. È stato il più forte computer scacchistico dei suoi tempi, raggiungendo un Elo USCF di 2250, essendo la prima macchina in grado di giocare al livello di un maestro nel 1983. Ha vinto il WCCC del 1980 e il North American Computer Chess Championship, organizzato dalla ACM, nel 1978, 1980, 1981, 1982 e 1986.
Nella sua configurazione finale Belle era costituito da un PDP-11/23 con un processore LSI-11 e diverse schede custom. Tre schede erano costruite per la generazione delle mosse, quattro per la valutazione della posizione e una fungeva da controller per l'intero sistema. Il sistema aveva un megabyte di memoria commerciale, usata per le transposition table. Al termine della sua carriera, il computer è stato donato allo Smithsonian Institution. L'architettura di Belle è stata usata come base per la progettazione di ChipTest, altro computer scacchistico, progenitore di IBM Deep Blue.
Nel 1982 Belle è stato confiscato dal Dipartimento di Stato al Kennedy Airport prima della partenza verso l'Unione Sovietica, dove doveva competere in un torneo tra computer scacchistici. Il suo trasporto era considerato trasferimento illegale di tecnologie avanzate in terra straniera, in quanto la macchina era collegata ad un terminale HP 2640 con memoria VLSI e microprocessore, costato un mese di sequestro e una multa di 600 USD.